# Рудня Прибитковська
Рудня Прибитковська (біл. Рудня Прыбыткаўская) — село в Прибитковській сільській раді Гомельського району Гомельської області Республіки Білорусь.

## Географія

### Розташування
За 5 км від залізничної станції Уть (на лінії Гомель — Чернігів), 13 км на південний схід від Гомеля.

## Гідрографія
На річці Уть (притока річки Сож).

## Транспортна мережа
Автодорога Тереховка — Гомель. Планування складається з короткої прямолінійної вулиці, яка орієнтована з південного сходу на північний захід. Забудова дерев'яної садибного типу.

## Населення

### Чисельність
- 2009 — 86 мешканців

## Відомі уродженці
- Кирило Трохимович Мазуров (1914⁣ — ⁣1989) — білоруський радянський партійний та державний діяч. Герой Соціалістичної Праці[3].